# Olgierd Maculewicz
Olgierd Maculewicz (ur. 17 kwietnia 1901 w Wilnie, zm. 17 września 1964 w Londynie) – porucznik Wojska Polskiego, kawaler Orderu Virtuti Militari.

## Życiorys
Urodził się 17 kwietnia 1901 w Wilnie, w rodzinie Józefa (urzędnika kolejowego) i Jadwigi z domu Anasińskiej-Sokolnickiej. Był bratem Janiny.
Ukończył gimnazjum, a od lipca 1918 roku służył w Armii Ochotniczej pod dowództwem generała Antona Denikina. 15 stycznia 1919 wstąpił do odrodzonego Wojska Polskiego, gdzie otrzymał przydział do Dywizjonu Jazdy Kresowej rotmistrza Feliksa Jaworskiego. Z początkiem lipca tegoż roku został przeniesiony do 35 pułku piechoty (wchodzącego w skład 9 Dywizji Piechoty), w którego szeregach wziął udział w wojnie polsko-bolszewickiej. Odznaczył się szczególną odwagą w dniu 2 sierpnia 1920 r. podczas walk pod miejscowością Pęsy-Lipno, kiedy to dowodząc będącym pod ostrzałem plutonem, wyparł przeciwnika i wziął 50 jeńców. Za czyn ten sierżant Olgierd Maculewicz uhonorowany został Krzyżem Srebrnym Orderu Virtuti Militari.
Po wojnie pozostał w Wojsku Polskim. Mianowany podporucznikiem został ze starszeństwem z dniem 1 maja 1922 roku. W roku 1923 pełnił służbę w IX Dywizjonie Samochodowym w Brześciu i zajmował 9. lokatę wśród podporuczników zawodowych samochodowych w swoim starszeństwie. Awansowany na porucznika ze starszeństwem z dniem 1 maja 1924 roku i 8. lokatą w korpusie oficerów samochodowych. W 1927 został przeniesiony do 4 Dywizjonu Samochodowego w Łodzi na stanowisko zastępcy dowódcy kolumny szkolnej. W 1929 został przesunięty na stanowisko dowódcy kolumny transportowej. Z dniem 30 listopada 1931 został przeniesiony w stan spoczynku na własną prośbę wskutek złego stanu zdrowia. W 1934 jako porucznik stanu spoczynku zajmował 1. lokatę w swoim starszeństwie w korpusie oficerów samochodowych (starszeństwo z dnia 1 maja 1924 roku). Znajdował się wówczas w ewidencji PKU Warszawa Miasto III i przynależał, jako oficer pozostający w dyspozycji dowódcy Okręgu Korpusu Nr I, do Oficerskiej Kadry Okręgowej Nr I.
6 września 1935 rozpoczął praktykę na stanowisku kierownika garażu Samodzielnej Kolumny Samochodowej GISZ w Warszawie. Od 1937 pracował na Wołyniu. 23 listopada 1938 mieszkał przy stacji kolejowej Mokwin. 
W 1939 przedarł się do Francji i wstąpił do Wojska Polskiego. W czerwcu 1940 został internowany w Szwajcarii, z której w 1944 przedostał się do Wielkiej Brytanii. Tam osiadł już na stałe i zmarł w Londynie w 1964. Pochowany został na cmentarzu Ealing Broadway. 
W 1955 ożenił się z Christine Aloysie Schmand.

## Ordery i odznaczenia
- Krzyż Srebrny Orderu Virtuti Militari nr 1574[14] – 28 lutego 1921[15][16]
- Medal Pamiątkowy za Wojnę 1918–1921[17]
- Medal Dziesięciolecia Odzyskanej Niepodległości[17]